# تريزا بريسلن
تريزا بريسلن (بالإنجليزية: Theresa Breslin)‏ (1947، اسكتلندا في المملكة المتحدة)؛ كاتِبة مُتخصِّصة في أدب الأطفال، أمينة مكتبة وروائية بريطانية.